# -landia
El sufijo -landia o -landa (del germánico land) es una raíz germánica que significa ‘país’ o ‘tierra’. La RAE menciona que «significa "sitio de", "lugar de", generalmente en nombres propios». Este sufijo es muy común en la toponimia de lugares donde se hablan lenguas de origen germánico, como el alemán y el inglés. Su uso en el idioma español es restringido, sobre todo cuando se trata de lugares cuyo nombre proviene de las lenguas germánicas, como Groenlandia, Islandia, Jutlandia, o fueron renombrados por países hablantes de estos idiomas, como Suazilandia o Tailandia.

## En nombres de países, regiones y provincias
| - -landa: - Flevolanda - Holanda - Irlanda - Nueva Zelanda (o Nueva Zelandia) - Zelanda | - -landia: - Alandia - Basutolandia - Bechuanalandia - Curlandia - Finlandia - Groenlandia - Islandia - Jubalandia - Jutlandia - Manicalandia - Mashonalandia (Mashonalandia Central, Mashonalandia Occidental, Mashonalandia Oriental) - Matabelelandia (Matabelelandia Meridional, Matabelelandia Septentrional) - Nueva Zelandia (o Nueva Zelanda) - Nyasalandia - Ogonilandia - Puntlandia - Sekukunilandia - Selandia - Somalilandia - Suazilandia - Tailandia - Togolandia - Witulandia - Zelandia (o Zealandia) |

## Otros usos
El sufijo -landia ha adquirido otro usos a lo largo del tiempo, aparte de referirse a «sitio de» o «lugar de». Estos son algunos de los ejemplos:
- Para designar una ‘tienda de’; ejemplos: sandwichilandia (lugar especializado en la venta de sándwiches), tipilandia (tienda de artículos típicos), sueterlandia, motorlandia, ponylandia, pollolandia, juguetelandia, etc.
- Como genérico locativo ‘sitio que’; ejemplos:  aburrilandia, como ‘sitio que aburre’, divertilandia como ‘sitio que divierte, terrorificolandia, como ‘sitio que asusta’.
- También se usa para hacer referencia caprichosa, irónica y humorística de ciertos países; ejemplos: mariachilandia como ‘lugar de mariachis’ (México), o Gringolandia y Yanquilandia para hacer referencia a Estados Unidos de América (Por la nomenclatura peyorativa de gringo o yanqui)